# Rass
Rass Spezialsportschuhe – niemiecka firma z siedzibą w Schönheide, produkująca obuwie sportowe.
Rass jest firmą rodzinną, której najbardziej rozpoznawalnym produktem jest obuwie stosowane w skokach narciarskich. W 1975 roku stworzyła, a następnie opatentowała obuwie narciarskie ze "spoilerem łydki" (Wadenspoiler), co wpłynęło na bezpieczeństwo uprawiających ten sport. Do 1989 roku firma była czterokrotnie partnerem zimowej reprezentacji olimpijskiej Niemieckiej Republiki Demokratycznej, a jej wyrobów używali m.in. Ulrich Wehling oraz Jens Weißflog. W 1992 roku wraz z firmami: Silvretta-Sherpas oraz Adidas, Rass stworzył system wiązań do butów narciarskich.

Oprócz obuwia narciarskiego, firma produkuje obuwie do piłki nożnej (tradycyjnej oraz halowej), obuwie rekreacyjne oraz buty do tańca.